# Coniectanea Biblica
Coniectanea Biblica (Lat, ung. skriftsamling rörande Bibeln) är en serie skrifter innehållande essäer och avhandlingar kring främst Gamla och Nya testamentets exegetik. Samlingen är uppdelad i två serier, Old Testament Series och New Testament Series och ges ut av Eisenbrauns. Ursprungligen använde serien akronymerna CBOTS och CBNTS, men numera förkortas de ConBOT och ConBNT. Författarna är i huvudsak verksamma i Sverige och består i stor utsträckning av lärare eller doktorander knutna till teologiska fakulteterna vid Lunds eller Uppsala Universitet. Flera av banden är författarnas doktorsavhandlingar. Banden är skrivna på engelska, tyska och franska.
Nuvarande redaktörer (2012):
ConBOT:
- Fredrik Lindström (Lund) och Göran Eidevall (Uppsala)

ConBNT:
- Samuel Byrskog (Lund)

## Old Testament Series (ConBOT)
1. Bertil Albrektson: History and the Gods. 1967.
2. Bo Johnson: Die armenische Bibelübersetzung als hexaplarischer Zeuge im 1. Samuelsbuch. 1968.
3. Magnus Ottosson: Gilead. Tradition and History. 1969.
4. Seth Erlandsson: The Burden of Babylon. A Study of Isaiah 13:2—14:23. 1970.
5. Tryggve Mettinger: Solomonic State Officials. A Study of the Civil Government Officials of the Israelite Monarchy. 1971.
6. Sten Hidal: Interpretatio syriaca. Die Kommentare des heiligen Ephräm des Syrers zu Genesis und Exodus mit besonderer Berücksichtigung ihrer auslegungsgeschichtlichen Stellung. 1974.
7. Sven Tengström: Die Hexateucherzählung. Eine literargeschichtliche Studie. 1976.
8. Tryggve Mettinger: King and Messiah. The Civil and Sacral Legitimation of the Israelite Kings. 1976.
9. Stig Norin: Er spaltete das Meer. Die Auszugsüberlieferung in Psalmen und Kult des Alten Israel. 1977.
10. Kyösti Hyvärinen: Die Übersetzung von Aquila. 1977
11. Tryggve Kronholm: Motifs from Genesis 1—11 in the Genuine Hymns of Ephrem the Syrian. 1978.
12. Inger Ljung: Tradition and Interpretation. A Study of the Use and Application of Formulaic Language in the so-called Ebed YHWH-psalms. 1978.
13. Bo Johnson: Hebräisches Perfekt und Imperfekt mit vorangehendem we. 1979.
14. Sigurdur Örn Steingrimsson: Vom Zeichen zur Geschichte. Eine literar- und formkritische Untersuchung von Ex 6,28—11,10. 1979.
15. Leonidas Kalugila: The Wise King. Studies in Royal Wisdom as Divine Revelation in the Old Testament and Its Environment. 1980.
16. Gunnel André: Determining the Destiny. PQD in the Old Testament. 1980.
17. Sven Tengström: Die Toledotformel und die literarische Struktur der priesterlichen Erweiterungsschicht im Pentateuch. 1982.
18. Tryggve Mettinger: The Dethronement of Sabaoth. Studies in the Shem and Kabod Theologies. 1982.
19. Eva Strömberg Krantz: Des Schiffes Weg mitten im Meer. Beiträge zur Erforschung der nautischen Terminologie des Alten Testaments. 1982.
20. Paul Porter: Metaphors and Monsters. A Literary-Critical Study of Daniel 7 and 8. 1983.
21. Fredrik Lindström: God and the Origin of Evil. A Contextual Analysis of Alleged Monistic Evidence in the Old Testament. 1983.
22. Bertil Wiklander: Prophecy as Literature. A Text-Linguistic and Rhetorical Approach to Isaiah 2—4. 1984.
23. Erik Haglund: Historical Motifs in the Psalms. 1984.
24. Stig Norin: Sein Name allein ist hoch. Das Jhw-haltige Suffix althebräischer Personennamen untersucht mit besonderer berücksichtigung der alttestamentlichen Redaktionsgeschichte. 1986.
25. Lars-Erix Axelsson: The Lord Rose up from Seir. Studies in the History and Traditions of the Negev and Southern Judah. 1987.
26. Gunnlaugur Jónsson: The Image of God. Genesis 1:26—28 in a Century of Old Testament Research. 1988.
27. Aurelius, Erik, Der Fürbitter Israels. Eine Studie zum Mosebild im Alten Testament. 1988.
28. Magnar Kartveit: Motive und Schichten der Landtheologie in I Chronik 1-9. 1989.
29. Lennart Boström: The God of the Sages. The Portrayal of God in the Book of Proverbs. 1990.
30. Staffan Olofsson: The LXX Version. A Guide to the Translation Technique of the Septuagint. 1990.
31. Staffan Olofsson: God is my Rock. A Study of Translation Technique and Theological Exegesis in the Septuagint. 1990.
32. LarsOlov Eriksson:, ”Come, children, listen to me!” Psalm 34 in the Hebrew Bible and in Early Christian Writings. 1991.
33. Antti Laato: The Historical Josiah and the Messianic Expectations of Exilic and Postexilic Times. 1992.
34. Åke Viberg: Symbols of Law. A Contextual Analysis of Legal Symbolic Acts in the Old Testament. 1992.
35. Antti Laato: The Servant of YHWH and Cyrus. A Reinterpretation of the Exilic Messianic Programme in Isaiah 40—55. 1992.
36. Michael Cheney: Dust, Wind and Agony: Character, Speech and Genre in Job. 1994.
37. Fredrik Lindström: Suffering and Sin. Interpretations of Illness in the Individual Complaint Psalms. 1994.
38. Jan Svensson: Towns and Toponyms in the Old Testament with Special Emphasis on Joshua 14—21. 1994.
39. Hallvard Hagelia: Numbering the Stars. A Phraseological Analysis of Genesis 15. 1994.
40. Nivolai Winther-Nielsen: A Functional Discourse Grammar of Joshua. A Computer-assisted Rhetorical Structure Analysis. 1995.
41. Anti Laato: History and Ideology in the Old Testament Prophetic Literature. A Methodological Approach to the Reconstruction of the Proclamation of the Historical  Prophets. 1995.
42. Tryggve Mettinger: No Graven Image? Israelite Aniconism in Its Near Eastern Context. 1995.
43. Göran Eidevall: Grapes in the Desert. Metaphors, Models, and Themes in Hosea 4—14. 1996.
44. Antti Laato: ”About Zion I will not be silent.” The Book of Isaiah as an Ideological Unity. 1998.
45. Carl-Johan Axskjöld: Aram as the Enemy Friend. The Ideological Role of Aram in the Composition of Genesis—2 Kings. 1998.
46. Tina Haettner Blomquist: Gates and Gods. Cults in the City Gates of Iron Age Palestine. An Investigation of the Archaeological and Biblical Sources. 1999.
47. Rebecca Idestrom: From Biblical Theology to Biblical Criticism: Old Testament Scholarship at Uppsala University 1866 - 1922. 2000.
48. Dag Oredsson: Moats in Ancient Palestine. 2000.
49. Hallvard Hagelia: Coram Deo: Spirituality in the Book of Isaiah, With Particular Attention to Faith in Yahweh. 2001.
50. Tryggve Mettinger: The Riddle of Resurrection: ”Dying and Rising Gods” in the Ancient Near East. 2001.
51. Kjell Hognesius: The Text of 2 Chronicles 1-16: A Critical Edition with Textual Commentary. 2003.
52. Martin Modéus:  Sacrifice and Symbol: Biblical Shelamim in a Ritual Perspective. 2005.
53. Mamy Raharimanantsoa: Mort et espérance selon la Bible hébraïque. 2006.
54. Sigurdur Hafthórsson: A Passing Power. An Examination of the Sources for teh History of Aram-Damascus in the Second Half of the Ninth Century B.C. 2006.
55. Åke Viberg: Prophets in Action. An Analysis of Prophetic Symbolic Acts in the Old Testament. 2007.
56. Göran Eidevall: Prophecy and Propaganda - Images of Enemies in the Book of Isaiah. 2009
57. Staffan Olofsson: Translation Technique and Theological Exegesis - Collected Essays on the Septuagint Version. 2009
58. Göran Eidevall & Blazenka Scheuer: Enigmas and Images - Studies in Honor of Tryggve Mettinger. 2011
59. Tal Davidovich: Esther, Queen of the Jews: The Status and Position of Esther in the Old Testament. 2013
60. Stig Norin: Personennamen und Religion im alten Israel: Untersucht mit besonderer Beruecksichtigung der Namen auf El und Ba'al. 2013
61. Ola Wikander: Drought, Death, and the Sun in Ugarit and Ancient Israel: A Philological and Comparative Study. 2014
62. Ola Wikander: Unburning Fame: Horses, Dragons, Beings of Smoke, and Other Indo-European Motifs in Ugarit and the Hebrew Bible. 2017

## New Testament Series (ConBNT)
1. Lars Hartman: Prophecy Interpreted. The Formation of Some Jewish Apocalyptic Texts and of the Eschatological Discourse Mark 13 par. 1966.
2. Birger Gerhardsson: The Testing of God's Son (Matt 4: 1-11 & Par). An Analysis of an Early Christian Midrash. Fasc. I (chapters 1-4). 1966
3. René Kieffer: Au delà des recensions? L'evolution de la tradition texluelle dans Jean Vl, 52-71, 1968.
4. René Kieffer: Essais de methodologie neo-testamentaire. 1972.
5. Göran Forkman: The Limits of the Religious Community. Expulsion from the Religious Community within the Qumran Sect, within Rabbinic Judaism, and within Primitive Christianity. 1972
6. Birger Olsson: Structure and Meaning in the Fourth Gospel. A Text- Lingusitic Analysis of John 2:1-11 and 4:1-42. 1974.
7. Caesarius Cavallin: Life After Death. Paul's Argument for the Resurrection of the Dead in I Cor 15. -- Part 1. An Enquiry into the Jewish Background. 1974.
8. Chrys Caragounis: The Ephesian Mysterion. Meaning and Content. 1977.
9. Tord Fornberg: An Early Church in a Pluralistic Society. A Study of 2 Peter. 1977.
10. Stephen Westerholm: Jesus and Scribal Authority. 1978.
11. Bengt Holmberg: Paul and Power. The Structure of Authority in the Primitive Church as Reflected in the Pauline Epistles. 1978.
12. Lars Hartman: Asking for a Meaning. A Study of I Enoch 1 -5. 1979.
13. David Hellholm: Das Visionenbuch des Hermas als Apokalypse. Formgeschichtliche und texttheoretische Studien zu einer literarischen Ganung. Band I. Methodologische Vorüberlegungen und makrostrukturelle Textanalyse. 1980.
14. Eskil Franck: Revelation Taught. The Paraclete in the Gospel of John. 1985.
15. Birger Gerhardsson: The Gospel Tradition. 1986.
16. Bruce C. Johanson: To All the Brethren. A Text-Linguistic and Rhetorical Approach to I Thessalonians. 1987.
17. Agneta Enermalm-Ogawa: Un langage de prière juif en grec. Le témoignage des deux premiers livres des Maccabées. 1987.
18. Lars Hartman & Birger Olsson (red): Aspects on the Johannine Literature. Papers presented at a conference of Scandinavian New Testament exegetes at Uppsala, June 16-19, 1986. 1987.
19. Thor Strandenaes: Principles of Chinese Bible Translation as Expressed in Five Selected Versions of the New Testament and Exemplified by Mt 5:1-12 and Col 1. 1987.
20. Lillian Portefaix: Paul's Letter to the Philippians and Luke-Acts as Seen by First-century Philippian Women. 1988.
21. Walther Übelacker: Der Hebräerbrief als Appell I: Untersuchungen zu exordium, narratio und postscriptum (Hebr 1- 2 und 13,22-25). 1989. Andra delen under bearbetning.
22. Håkan Ulfgard: Feast and Future. Revelation 7:9-17 and the Feast of Tabernacles. 1989.
23. O Christoffersson: The Earnest Expectation of the Creature. The Flood-Tradition as Matrix of Romans 8:18-27. 1990.
24. Samuel Byrskog: Jesus the Only Teacher. Didactic Authority and Ttansmission in Ancient Israel, Ancient Judaism and the Matthean Community. 1994.
25. Evald Lövestam: Jesus and 'this generation'. A New Testament Study. 1995.
26. Mikael Winninge: Sinners and the Righteous: A Comparative Study of the Psalms of Solomon and Pauls Letters. 1995.
27. S Chow: The Sign of Jonah Reconsidered: A Study of its Meaning in the Gospel Traditions. 1995.
28. Jonas Holmstrand: Markers and Meanings in Paul: An Analysis of 1 Thessalonians, Philippians and Galatians. 1997.
29. Anders Eriksson: Traditions as Rhetorical Proof: Pauline Argumentation in 1 Korinthians. 1998.
30. Dieter Mitternacht: Forum für Sprachlose: Eine kommunikationspsychologische und epistolär-rhetorische Untersuchung des Galaterbriefs. 1999.
31. Sven Hillert: Limited and Universal Salvation: A Text-Oriented and Hermeneutical Study of Two Perspectives in Paul. 2000.
32. Jesper Svartvik: Mark and Mission: Mk 7:1-23 in its Narrative and Historical Context. 2000.
33. James Starr: Sharers in Divine Nature: 2 Peter 1:4 in Its Hellenistic Context. 2000.
34. Mikael Tellbe: Paul Between Synagouge and State: Christians, Jews, and Civic Authorities in 1 Thessalonians, Romans and Philippians. 2001.
35. Tord Larsson: God in the Fourth Gospel: A Hermeneutical Study of the History of Interpretations. 2001.
36. Anders Gerdmar: Rethinking the Judaism-Hellenism Dichotomy: A Historiographical Case Study of Second Peter and Jude. 2001.
37. Anders Runesson: The Origins of the Synagogue: A Socio-Historical Study. 2001.
38. Thomas Kazen: Jesus and Purity Halakhah: Was Jesus Indifferent to Impurity? 2002, ny upplaga 2010.
39. Birger Olsson & Magnus Zetterholm (red.), The Ancient Synagogue from Its Origins until 200 C.E.: Papers Presented at an International Conference at Lund University October 14-17, 2001. 2003.
40. Rúnar Thorsteinsson: Paul's Interlocutor in Romans 2: Function and Identity in the context of Ancient Epistolography. 2003.
41. J Peter Södergård: The Hermetic Piety of the Mind: a Semiotic and Cognitive Study of the Discourse of Hermes Trismegistos. 2003.
42. Mikael Isacson: To Each Their Own Letter: Structure, Themes, and Rhetorical Strategies in the Letters of Ignatius of Antioch. 2004.
43. Tommy Wasserman: The Epistle of Jude: Its Text and Transmission. 2006.
44. Per Rönnegård: Threads and Images - The Use of Scripture in Apophthegmata Patrum. 2010
45. Thomas Kazen: Issues of Impurity in Early Judaism. 2010
46. Rikard Roitto, Behaving as a Christ-Believer: A Cognitive Perspective on Identity and Behavior Norms in Ephesians. 2011.
47. Magnus Zetterholm & Samuel Byrskog (red.), The Making of Christianity: Conflicts, Contacts, and Constructions. 2012.